# His 'N' Hers
Albums de Pulp
Separations
(1992) Different Class
(1995)
Singles
1. Lipgloss
Sortie : 15 novembre 1993
2. Do You Remember the First Time?
Sortie : 21 février 1994
3. The Sisters EP
Sortie : 23 mai 1994

His 'n' Hers est le quatrième album de Pulp, sorti en 1994 chez Island Records. C'est avec ce disque que le groupe s'est fait connaître du grand public. Il a atteint la 9e place des ventes en Angleterre. Il contient trois tubes qui ont figuré au top 50 britannique : Lipgloss (n°50), Do You Remember the First Time? (n°33) et Babies (n°17). La chanson Razzmatazz figure en titre bonus sur la version américaine de l'album uniquement.

## Liste des pistes

### Album original
1. Joyriders - 3:25
2. Lipgloss - 3:34
3. Acrylic Afternoons - 4:09
4. Have You Seen Her Lately? - 4:11
5. Babies - 4:04
6. She's a Lady - 5:49
7. Happy Endings - 4:57
8. Do You Remember the First Time? - 4:22
9. Pink Glove - 4:48
10. Someone Like the Moon - 4:18
11. David's Last Summer - 7:01
12. Razzmatazz - 3:41 (US bonus track)

### Disque bonus édition deluxe
1. Live On (BBC Mark Goodier Session)
2. You're Not Blind (demo)
3. Space (BBC Hit the North Session soundcheck)
4. The Boss (demo)
5. Watching Nicky (demo)
6. Frightened (demo)
7. Your Sister's Clothes
8. Seconds
9. His 'n' Hers
10. Street Lites
11. You're a Nightmare (BBC John Peel Session)
12. The Babysitter
13. Deep Fried in Kelvin

## Musiciens
- Jarvis Cocker - chant, guitare
- Russell Senior - guitare, violon
- Candida Doyle - claviers
- Steve Mackey - basse
- Nick Banks - batterie

## Singles extraits de l'album
- Lipgloss / You're a Nightmare / Deep Fried in Kelvin
- Do You Remember the First Time? / Street Lites / The Babysitter
- Babies / Your Sister's Clothes / Seconds / His 'n' Hers